# Заслуженный деятель науки Эстонской ССР
Заслуженный деятель науки Эстонской ССР (эст. Eesti NSV teeneline teadlane) — почётное звание в Эстонской Советской Социалистической Республики.

## История
Введено в 1941 году.
Первым, удостоенным звания, стал учёный-историк Ханс Круус (1943). Последним, в 1990 году, звание получил учёный-экономист Лев Голуб.

## Удостоенные звания
- 1943 Ханс Круус
- 1945 Юлиус Аамисепп, Михкель Ильмъярв, Лео Юргенсон, Оттомар Мэддисон, Юри Нуут, Михкель Пилль, Генрих Рийкоя, Алма Томингас, Альберт Вальдес, Йохан-Вольдемар Вески
- 1953 Йохан Эйхфельд
- 1956 Йоханнес Каарде, Феликс Лепп, Август Вольдемар Мэтлик
- 1957 Освальд Халлик, Аксель Киппер, Альфред Лиллема, Харри Моора, Йоханнес Пийпер, Александр Сиймон, Юлиус Техвер
- 1963 Федор Клемент
- 1964 Эндель Аавер, Харальд Хаберман, Йоханнес Хинт, Вамбола Лаанмяэ, Константин Рамуль, Эвальд Раудвели, Карл Вахенымм
- 1965 Агу Аарна, Альбрехт Альтма, Николай Алумяэ, Пауль Аристэ, Николай Дилакторский, Август Эенлайд, Иоганнес Хейль, Гуннар Кангро, Артур Линкберг, Август Мууга
- 1966 Эльмар Халлер, Яан Клаар, Эльмар Сирде
- 1968 Александра Фомина
- 1969 Ливия-Мария Лаасимер, Хельмут Оруви, Карл Орвику, Эдуард Пялль, Васил Ридала, Иоосеп Саат
- 1970 Арнольд Каск, Эндель Сыгель, Арнольд Веймер
- 1972 Эрик Кумари
- 1974 Пол Кард, Владимир Косар, Эдуард Кулл, Карл Роберт Курм, Геннадий Курс, Ханс Кюц, Генрих Вильгельм Лаул, Юло Олл, Лео Вахер
- 1976 Лембит Алликметс, Харальд Керес, Борис Нурмисте, Эвальд Нымм, Карл Петерсон, Георг Желнин, Аксель Турп, Эльмар-Антс Вальдманн
- 1977 Павел Боговский, Артур Яама, Оскар Киррет, Альберт Клийман, Ольга Мартма, Лео Нигул, Уно Палм, Арнольд Пихо, Аарне Пунг, Герберт Таппитс, Лембит Тяхепылд, Атко Виру
- 1978 Арнольд Хумал, Антс Илус, Ило Сибуль, Велло Тармисто, Эйнар Вагане
- 1979 Вернер Кикас, Хейно Лепиксон, Юхан Пеэгель, Пол Рахно
- 1980 Вальве Яагус, Александр Панксеев, Уго Тиисмус
- 1981 Хельмут Идаранд, Арно Кёрна, Арво Отс
- 1982 Карл Каарли, Ильмар Кляйс, Арнольд Кооп, Абе Либманн, Юло Лумисте, Виктор Маамяги, Виктор Пальм, Генрих Виппер, Ильмар Эпик
- 1983 Юхан Кахк, Хильда Моосберг, Энно Сиирде, Райот Силла
- 1984 Олаф Куули
- 1985 Михаил Бронштейн, Антс Калликорм, Григорий Кузмин, Хейно Лийметс, Ильмар Мюйрсепп, Эраст Пармасто
- 1986 Герман Ашкинази, Владимир Хижняков, Владимир Козлов, Вильмар Круус, Леопольд Паал, Харальд Пип, Оскар Приилинн
- 1987 Эа Янсен, Эрих Кауп, Эндель Липпмаа, Юрий Лотман, Гвидо Раджало, Анто Раукас, Харальд Тикк
- 1988 Айн-Эльмар Каасик, Дмитрий Кальо, Тоомас Каряхарм, Калью Каск, Чеслав Лущик, Вольдемар Тилга, Харальд-Адам Велнер
- 1989 Хейти Коткас, Лойт Рейнтам, Инге Унт
- 1990 Лев Голуб